# Episodi di Marta & Eva (seconda stagione)
La seconda stagione della serie televisiva Marta & Eva è stata trasmessa in prima TV assoluta dal 26 settembre al 7 ottobre 2022 su Rai Gulp.
| Nº | Titolo                  | Prima TV          | Anteprima         |
| -- | ----------------------- | ----------------- | ----------------- |
| 1  | Nuove sfide             | 26 settembre 2022 | 26 settembre 2022 |
| 2  | Gli europei             | 26 settembre 2022 | 26 settembre 2022 |
| 3  | Il test                 | 27 settembre 2022 | 26 settembre 2022 |
| 4  | Gelosie                 | 27 settembre 2022 | 26 settembre 2022 |
| 5  | Incomprensioni          | 28 settembre 2022 | 26 settembre 2022 |
| 6  | Un grande segreto       | 28 settembre 2022 | 26 settembre 2022 |
| 7  | Il nuovo singolo        | 29 settembre 2022 | 26 settembre 2022 |
| 8  | Il ritorno di Eva       | 29 settembre 2022 | 26 settembre 2022 |
| 9  | Gli ostacoli imprevisti | 30 settembre 2022 | 26 settembre 2022 |
| 10 | Il gran prix            | 30 settembre 2022 | 26 settembre 2022 |
| 11 | Missione Darsena        | 3 ottobre 2022    | 26 settembre 2022 |
| 12 | Un regalo speciale      | 3 ottobre 2022    | 26 settembre 2022 |
| 13 | Una giornata importante | 4 ottobre 2022    | 26 settembre 2022 |
| 14 | Una seconda possibilità | 4 ottobre 2022    | 26 settembre 2022 |
| 15 | Rivalità inattese       | 5 ottobre 2022    | 26 settembre 2022 |
| 16 | Diverse prospettive     | 5 ottobre 2022    | 26 settembre 2022 |
| 17 | Un'amica è per sempre   | 6 ottobre 2022    | 26 settembre 2022 |
| 18 | Una scelta difficile    | 6 ottobre 2022    | 26 settembre 2022 |
| 19 | I mondiali              | 7 ottobre 2022    | 26 settembre 2022 |
| 20 | E' andata così          | 7 ottobre 2022    | 26 settembre 2022 |